# Зимеринг
| XI бечки округ                   | XI бечки округ                        |
| Грб                              | Карта                                 |
| -------------------------------- | ------------------------------------- |
|                                  |                                       |
| Име                              | Симеринг                              |
| Површина                         | 23,23 km²                             |
| Становништво                     | 76.899 (попис 2001)                   |
| Густина становништва             | 3386,2 становника по km²              |
| Поштански број                   | A-1110                                |
| Веб страна                       | www.wien.gv.at/simmering              |
| Имејл-адреса                     | post@b11.magwien.gv.at                |
| Политика                         |                                       |
| Начелник округа                  | Паул Штадлер ()                       |
| Заступништво округа (52 мандата) | 3, SPÖ 25, зелени 3 26, NEOS 2, GFW 1 |

Зимеринг је једанаести округ града Беча.
Највећа улица је Симерингер Хауптштрасе у којој се налази и највеће бечко гробље.